# ناقلة المواد الكيماوية

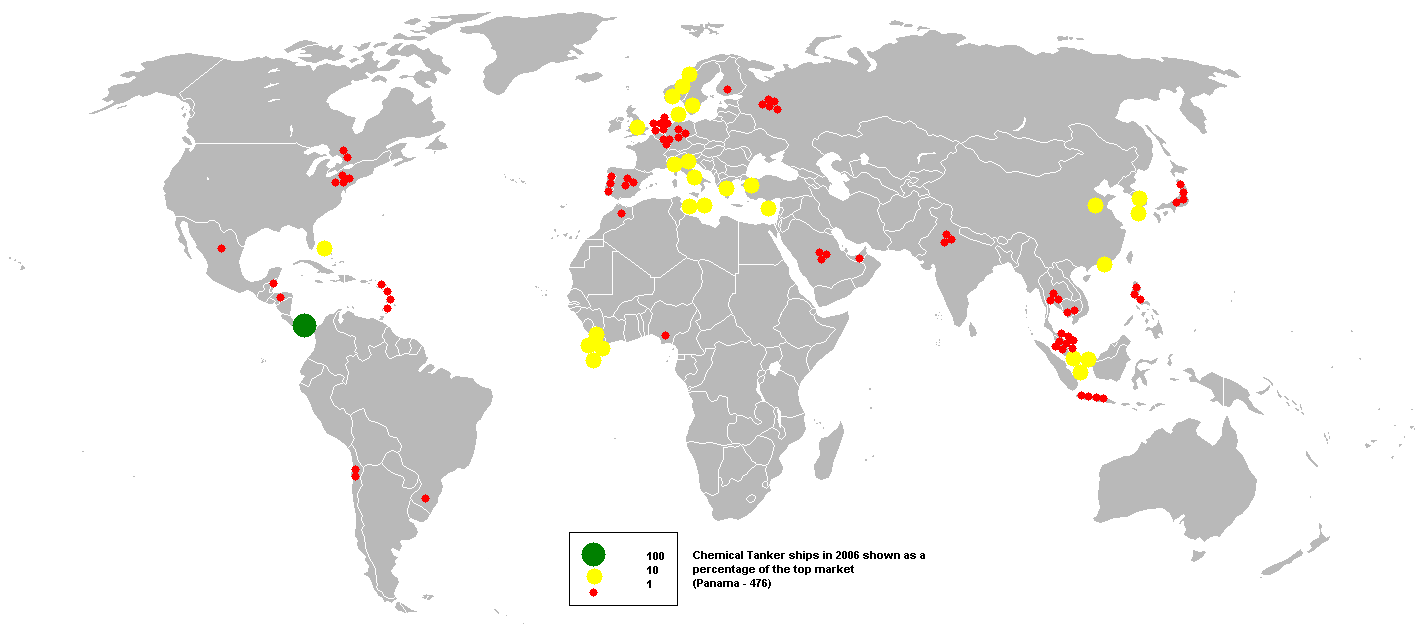
الدول التي تمتلك اساطيل لناقل المواد الكيميائية.

ناقلة المواد الكيماوية (بالإنجليزية: Chemical tanker)‏ هي إحدى أنواع الناقلات، والمصممة خصيصًا لنقل المواد الكيميائية بكميات كبيرة. تتروح حجم حمولة واحدة منها خمسة الف طن تقريبًا، وهي أصغر بكثير من حجم الناقلات المتخصصة بنقل المواد الأخرى.